# Certamen Literario Infantil y Juvenil Cervantes
El Certamen Literario Infantil y Juvenil "Cervantes" es una serie de premios destinados a escolares de educación primaria y secundaria de la Comunidad de Madrid, organizado por el Ayuntamiento de Alcalá de Henares desde 1985.

## Características
El Certamen Literario Infantil y Juvenil "Cervantes" lo convoca anualmente la Concejalía de Educación y Universidad del Ayuntamiento de Alcalá de Henares desde 1985. Su objetivo es fomentar valores literarios y promover el lenguaje escrito como medio de creación y comunicación.
A este certamen pueden concurrir los alumnos de educación primaria y secundaria obligatoria de cualquier centro educativo de la Comunidad de Madrid. Los trabajos presentados deben ser originales e inéditos, y no deben haber sido premiados en otros certámenes. La temática de los trabajos es libre, aunque hay un premio específico que versa sobre la igualdad de oportunidades entre hombres y mujeres. 
En función de la edad, se establecen cinco categorías de participación, con diferentes extensiones de los trabajos y premios en dinero. Ocasionalmente se conceden accésit, o menciones individuales y/o colectivas, pero sin dotación económica. También se puede declarar desierto alguno de los premios. El jurado está compuesto por las siguientes personas: como presidenta de honor la alcaldesa de Alcalá de Henares, como presidenta la concejala de Educación y Universidad; como vocales un representante de los Centros de Educación Infantil y Primaria (CEIP) públicos, de los centros concertados, de los Institutos de Educación Secundaria (IES), de los medios de comunicación locales, y de la Concejalía de Igualdad. Y como secretario actúa la secretaria de la Concejalía de Educación (con voz, pero sin voto).
Los premios están organizados en las siguientes categorías para los trabajos de tema libre:
- Categoría 1 (1º y 2º de primaria):
  - Primer premio denominado “Premio Rodríguez Caro”.
  - Segundo premio

- Categoría 2 (3º y 4º de primaria):
  - Primer premio
  - Segundo premio

- Categoría 3 (5º y 6º de primaria):
  - Primer premio
  - Segundo premio

- Categoría 4 (1º y 2º de secundaria):
  - Primer premio
  - Segundo premio

- Categoría 5 (3º y 4º de secundaria):
  - Primer premio
  - Segundo premio

Además, hay un Premio especial cuyo tema es la igualdad de oportunidades de entre hombre y mujeres, organizado por la Concejalía de Igualdad y gratificado con lotes de material escolar, dividido en dos niveles:
- Nivel de primaria
- Nivel de secundaria

El acto de entrega de los galardones se ha desarrollado, según el año, en el Salón de Plenos del Ayuntamiento o en el Teatro Salón Cervantes.